# Marina Militare

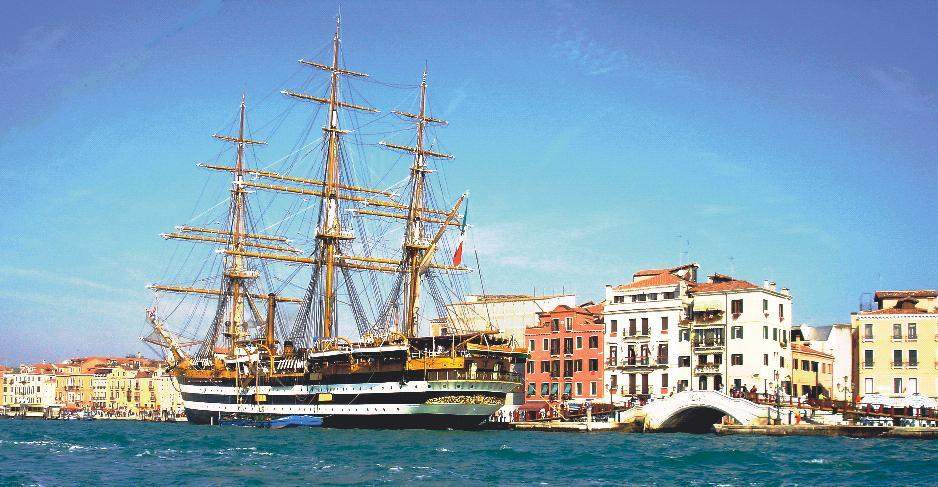
Buque escuela Amerigo Vespucci

La Marina Militare (en español: «Marina Militar») es una de las cuatro ramas que componen las Fuerzas Armadas de Italia. Se encarga de la vigilancia, defensa y custodia de las aguas territoriales italianas y de las operaciones navales en aguas internacionales.

## Estructura
La Marina Militare se divide a su vez en 5 cuerpos:
- Armi navali (Armas navales)
- Genio navale (Ingenieros de combate de la Armada)
- Commissariato militare marittimo (Intendencia naval)
- Corpo sanitario (Cuerpo sanitario de la Armada)
- Capitanerie di porto (Cuerpo de guardacostas de la Armada)

## Historia
La Marina Militare se creó como tal en 1946, después de la invasión de Italia por parte de los aliados durante la II Guerra Mundial que liberó al país del régimen fascista y propició la renovación de todos sus órganos políticos, judiciales y militares. Entre las estructuras militares que fueron renovadas de cara al nuevo papel estratégico de Italia en el mundo, y como cumplimiento de los tratados de paz que pusieron punto final a la guerra, la Marina Militare sustituyó a la Regia Marina en sus funciones.
Debido a las compensaciones de guerra exigidas por las naciones vencedoras y aceptadas por el nuevo gobierno italiano, la armada italiana se vio obligada a ceder permanentemente gran parte de sus buques; incluyendo: tres acorazados, cinco cruceros, siete destructores y ocho submarinos. Además, le fue prohibido construir o experimentar con artefactos nucleares; poseer portaaviones, acorazados, submarinos o buques de asalto anfibio; y utilizar bases militares permanentes en las islas de Pantelleria, Pianosa y en el Archipiélago de las Islas Pelagie. Esta situación hizo que la Marina Militare tuviera graves carencias de material bélico y limitaciones operativas en comparación con las naciones vecinas.
Pero el giro dado en el panorama internacional con la creación del telón de acero, que enfrentaba a las dos mayores potencias militares y económicas, permitió que tanto estadounidenses como británicos diesen mayor importancia a la Marina Militare como fuerza aliada de gran ayuda que se encontraba en un área estratégica como lo era el mar Mediterráneo. Así Italia se unió como miembro de la OTAN en 1949, no pudiendo ejercer todas las labores derivadas de la membresía de dicha organización hasta 1951, cuando todas las naciones occidentales vencedoras de la Segunda Guerra Mundial acordaron poner fin a parte de las condiciones de paz impuestas a Italia y que limitaban su operatividad militar.
Dentro de la OTAN, fueron asignadas a la Marina Militare labores de control y vigilancia en el mar Adriático y en el estrecho de Otranto. Estas funciones fueron posibles gracias a acuerdos militares entre Italia y EE. UU. que continúan hasta hoy día.

## En la actualidad
La Marina Militare es una de las fuerzas navales más importantes presentes en el mar Mediterráneo gracias al diverso material con el que cuentan sus fuerzas como portaaviones, fragatas, submarinos o buques de asalto anfibio. En 2006 contaba con 34.513 hombres en sus filas.
Según un estudio de 1999 y que podría estar ya obsoleto por no haberse actualizado, la Marina Militare sería la 6° más poderosa del mundo, utilizando como criterios el tipo y número de unidades con las que contaba en dicho año.

### Buques
Portaaviones 2
- Cavour (C 550)
- Trieste (L9890)

Destructores 4
- Clase Durand de la Penne

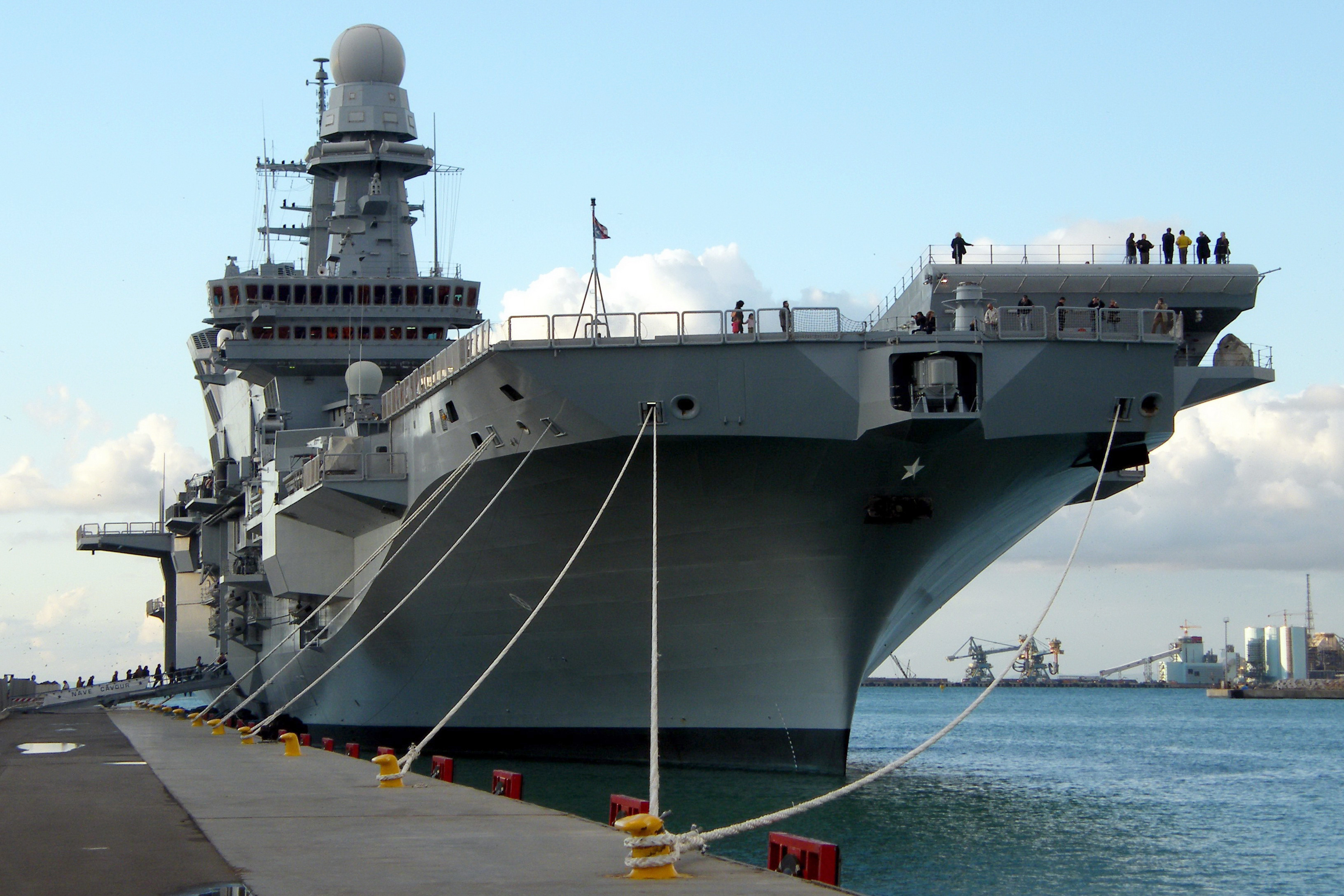
Portaaviones Cavour.

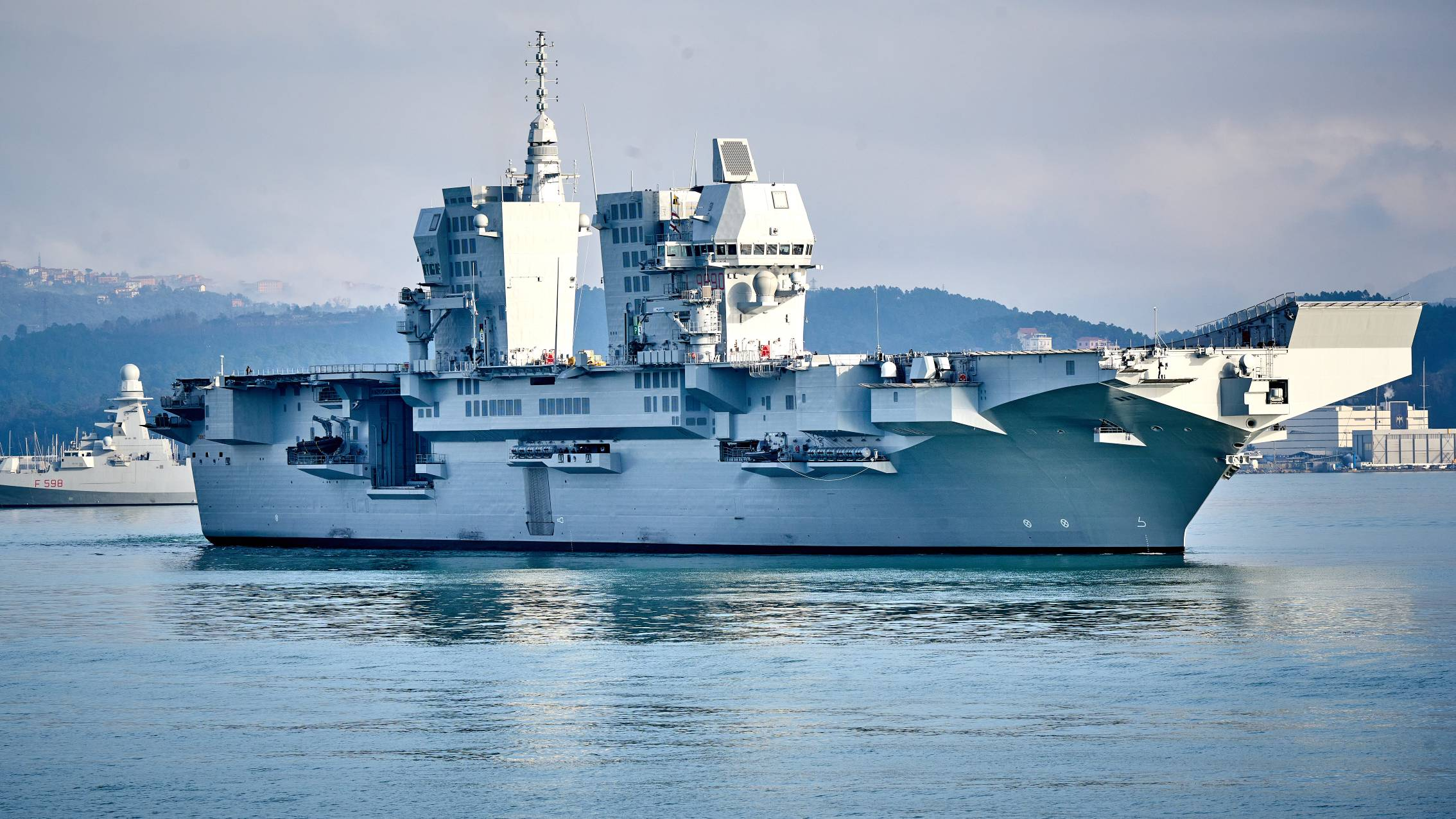
Portaeromobiles Trieste (L9890).

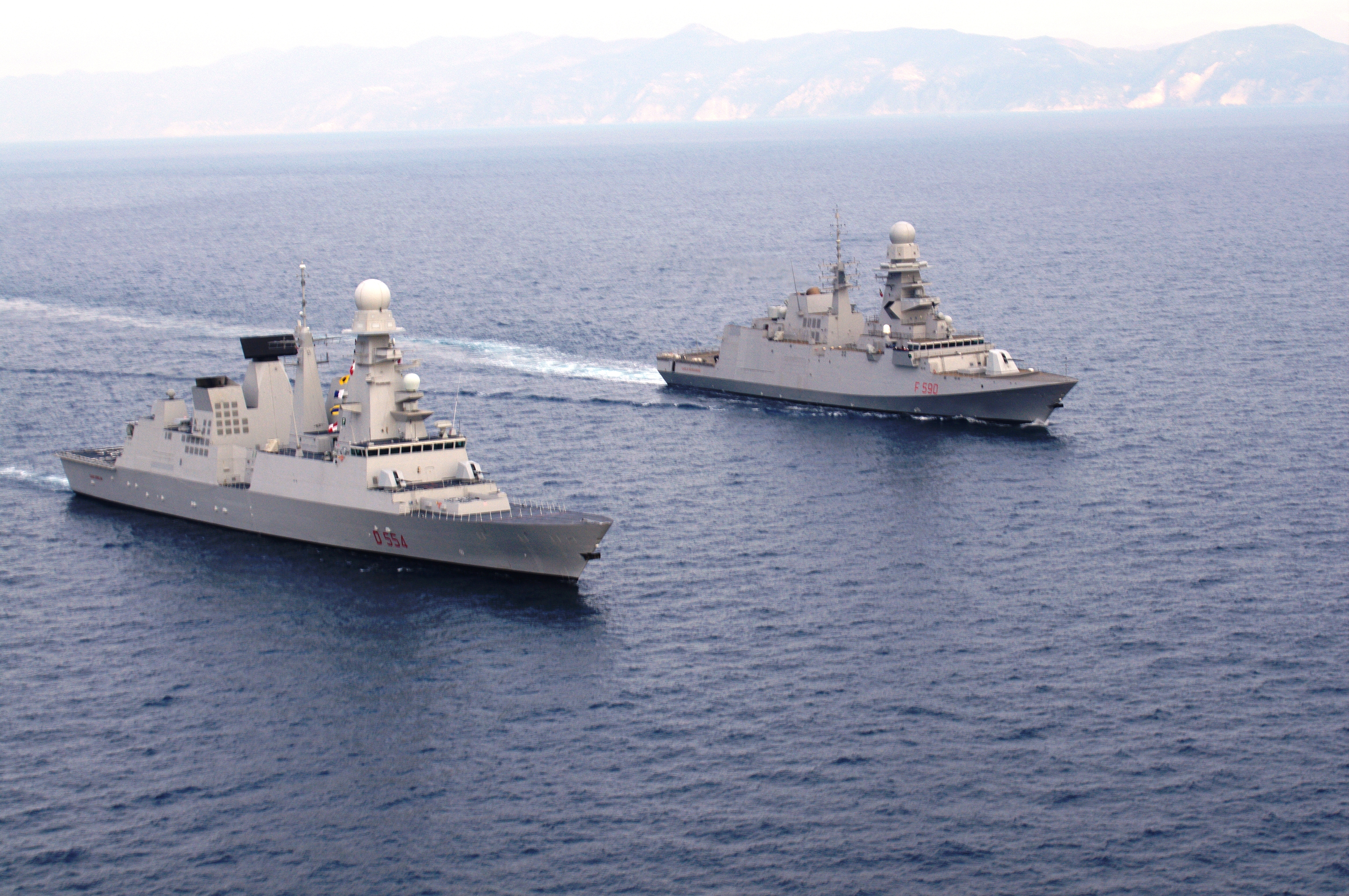
Destructor Caio Duilio junto a la fragata FREMM Bergamini.

  - Luigi Durand de la Penne (D-560)
  - Francesco Mimbelli (D-561)
- Clase Orizzonte
  - Andrea Doria (D-553)
  - Caio Duilio (D-554)

Buques de asalto anfibio 3
- Clase San Giorgio
  - San Giorgio (L-9892)
  - San Marco (L-9893)

- Clase San Giusto
  - San Giusto (L-9894)

Fragatas 10
- Fragatas clase FREMM
  - Carlo Bergamini
  - Virginio Fasan
  - Carlo Margottini
  - Luigi Rizzo
  - Alpino
  - Carabiniere
  - Federico Martinengo
  - Antonio Marceglia
  - Spartaco Schergat
  - Emilio Bianchi

Bote Patrullas
- Clase Cassiopea
  - Cassiopea (P 401)
  - Libra (P 402)
  - Spica (P 403)
  - Vega (P 404)

- Clase Cassiopea 2
  - Sirio (P 409)
  - Orione (P 410)

- Clase Esploratore
  - Esploratore (P 405)
  - Sentinella (P 406)
  - Vedetta (P 407)
  - Staffetta (P 408)

- Clase Comandanti

- - Comandante Cigala Fulgosi (P 490)
  - Comandante Borsini (P 491)
  - Comandante Bettica (P 492)
  - Comandante Foscari (P 493)

Dragaminas
- Clase Lerici - 1^ series
  - Lerici (M 5550)
  - Sapri (M 5551)
  - Milazzo (M 5552)
  - Vieste (M 5553)

- Clase Lerici – 2^ series
  - Gaeta (M 5554)
  - Termoli (M 5555)
  - Alghero (M 5556)
  - Numana (M 5557)
  - Crotone (M 5558)
  - Viareggio (M 5559)
  - Chioggia (M 5560)
  - Rimini (M 5561)

Submarinos 6
- Clase U212A
  - Salvatore Todaro (S 526)
  - Sciré (S 527)
  - Pietro Venuti (S 528)
  - Romeo Romei (S 529)

- Clase Sauro IV
  - Primo Longobardo (S 524)

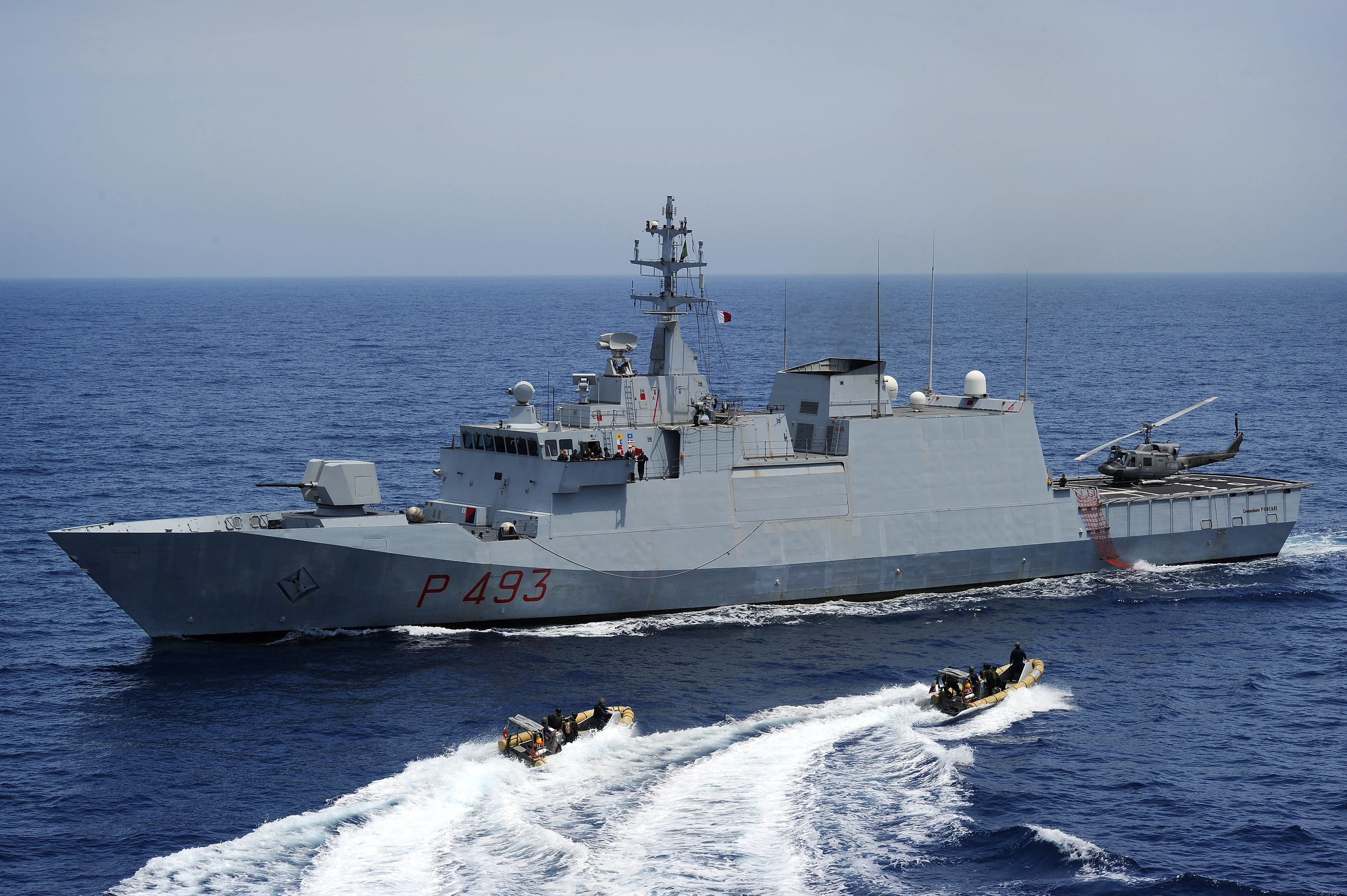
Comandante Foscari.

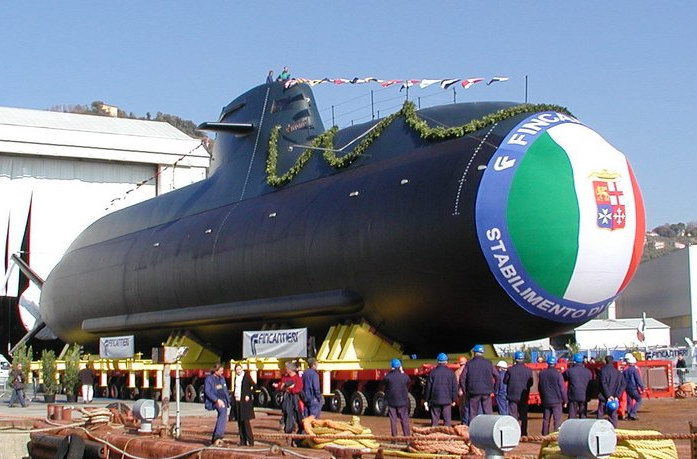
Submarino Salvatore Todaro.

  - Gianfranco Gazzana Priaroggia (S 525)

- Clase Sauro III
  - Salvatore Pelosi (S 522)
  - Giuliano Prini (S 523)

Buques escuela 2
- Clase Vespucci
  - Amerigo Vespucci (A 5312)

- Clase Palinuro
  - Palinuro (A 5311)

### Aeronaves
Aviones y helicópteros son también utilizados por la Marina Italiana para diversos propósitos, como el transporte o la lucha antisubmarina, y operan tanto desde bases en tierra como desde navíos dotados con plataforma para tomas aéreas, como el portaaviones. Las aeronaves que figuran en el inventario son:
- Sikorsky S-61 Sea King, 18 unidades. Helicóptero polivalente fabricado bajo licencia norteamericana en Italia.
- AgustaWestland EH101, 20 unidades. Helicóptero naval de origen italo-británico.
- Bell 212, 40 unidades. Helicóptero polivalente norteamericano, con versiones especializadas en la lucha antisubmarina. (AB 212ASW)
- Boeing AV-8 Harrier, 17 unidades. Cazabombardero polivalente de despegue vertical.
- Lockheed Martin F-35 Lightning II tipo B, 2 unidades. Cazabombardero polivalente de despegue vertical.[3]
- Piaggio P180 Avanti, 3 unidades. Avión de enlace de fabricación y diseño italiano.
- Breguet Br.1150 Atlantique, avión de reconocimiento de origen francés con capacidad de portar armamento. 5 unidades.

### Infantería de marina
- Brigada San Marco

## En el futuro

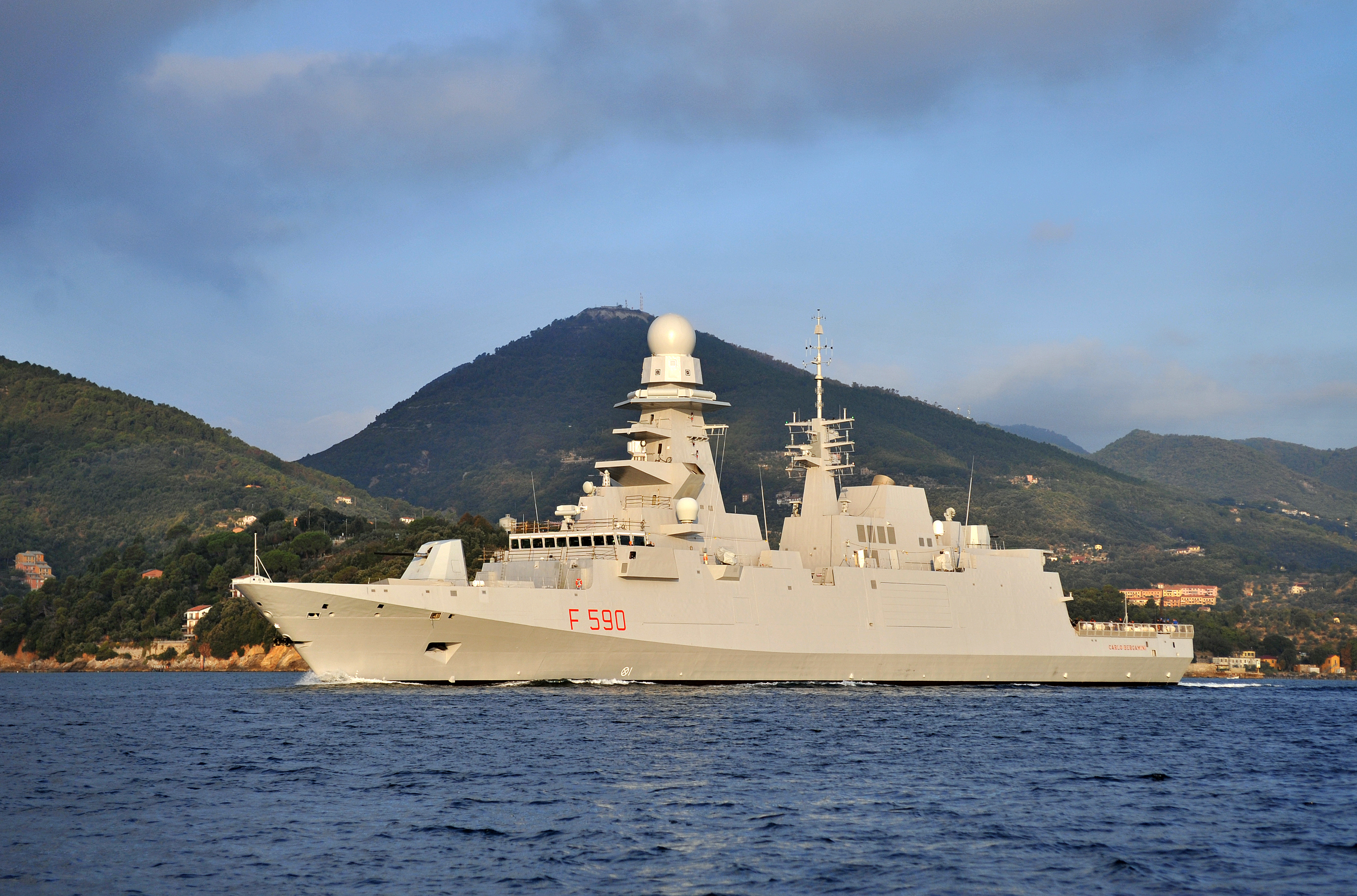
clase FREMM (Fregata Multi-Missione).

La marina militar italiana tiene varios proyectos en fase de desarrollo y producción con el objeto de modernizar su flota. La carga de trabajo se centra principalmente en los astilleros italianos de La Spezia y en los alemanes de Kiel (submarinos) con las siguientes unidades:
- 1 LHD Trieste (L9890) para operaciones anfibias (LHD/LHA) de más de 33.000 tm de desplazamiento.
- 2 submarinos modelo U-212A, clase Salvatore Todaro, de diseño alemán.
- 10 fragatas FREMM diseñadas conjuntamente con Francia para reemplazar a las clase Lupo y Maestrale.
- 15 aviones norteamericanos STOVL F-35B para reemplazar a los Harrier.[4]
- 10 fragatas PPA

## Escalafón militar

### Oficiales
| Escalafón militar de oficiales de la Marina Militare | Escalafón militar de oficiales de la Marina Militare | Escalafón militar de oficiales de la Marina Militare       | Escalafón militar de oficiales de la Marina Militare | Escalafón militar de oficiales de la Marina Militare | Escalafón militar de oficiales de la Marina Militare | Escalafón militar de oficiales de la Marina Militare | Escalafón militar de oficiales de la Marina Militare | Escalafón militar de oficiales de la Marina Militare | Escalafón militar de oficiales de la Marina Militare | Escalafón militar de oficiales de la Marina Militare | Escalafón militar de oficiales de la Marina Militare | Escalafón militar de oficiales de la Marina Militare |
| Categoría | almirantes                                           | almirantes                                                 | almirantes                                           | almirantes                                           | almirantes                                           | oficiales superiores                                 | oficiales superiores                                 | oficiales superiores                                 | oficiales inferiores                                 | oficiales inferiores                                 | oficiales inferiores                                 | cadetes de la marina OF(D)                           |
| Código OTAN | OF-10                                                | OF-9                                                       | OF-8                                                 | OF-7                                                 | OF-6                                                 | OF-5                                                 | OF-4                                                 | OF-3                                                 | OF-2                                                 | oficiales subalternos OF-1                           | oficiales subalternos OF-1                           | cadetes de la marina OF(D)                           |
| --- | ---------------------------------------------------- | ---------------------------------------------------------- | ---------------------------------------------------- | ---------------------------------------------------- | ---------------------------------------------------- | ---------------------------------------------------- | ---------------------------------------------------- | ---------------------------------------------------- | ---------------------------------------------------- | ---------------------------------------------------- | ---------------------------------------------------- | ---------------------------------------------------- |
| Uniforme de verano (charretera) |                                                      |                                                            |                                                      |                                                      |                                                      |                                                      |                                                      |                                                      |                                                      |                                                      |                                                      |                                                      |
| Uniforme de invierno (manga) |                                                      |                                                            |                                                      |                                                      |                                                      |                                                      |                                                      |                                                      |                                                      |                                                      |                                                      |                                                      |
| Nombre italiano Traducción en castellano | ammiraglio1 almirante                                | ammiraglio di squadra (i.s.)2 almirante de escuadra (a.e.) | ammiraglio di squadra almirante de escuadra          | ammiraglio di divisione almirante de división        | contrammiraglio contraalmirante                      | capitano di vascello capitán de navío                | capitano di fregata capitán de fragata               | capitano di corvetta capitán de corbeta              | tenente di vascello teniente de navío                | sottotenente di vascello subteniente de navío        | guardiamarina                                        | aspirante guardiamarina aspirante guardiamarina      |
| Notas: 1 El rango de "ammiraglio" (almirante) se atribuye únicamente a l'oficial de la Marina ascendido a jefe del Estado Mayor de la Defensa. 2 El rango de "ammiraglio con incarichi speciali" (almirante de escuadra con asignaciones especiales) se atribuye al jefe de Estado Mayor de la Marina y/o al secretario de la Defensa. |                                                      |                                                            |                                                      |                                                      |                                                      |                                                      |                                                      |                                                      |                                                      |                                                      |                                                      |                                                      |

### Suboficiales y marinería
|  |  |  |  |

| sottocapo di 1.ª classe scelto subjefe de 1.ª clase elegido | sottocapo di 1.ª classe subjefe de 1.ª clase | sottocapo di 2.ª classe subjefe de 2.ª clase | sottocapo di 3.ª classe subjefe de 3ª clase |